# Brigittenauer AC
Brigittenauer AC – austriacki klub piłkarski, mający siedzibę w stolicy kraju, mieście Wiedeń (dzielnica Brigittenau), działający w latach 1925–2009.

## Historia
Chronologia nazw:
- 1925: Brigittenauer AC – po fuzji FC Ostmark Wien i SC Donaustadt
- 1936: Brigittenauer Amateur SK
- 1945: Brigittenauer AC
- 1956: Brigittenauer SC
- 196?: ESV Brigittenauer AC
- 1972: Brigittenauer AC-Hochstädt – po fuzji z Rasenspieler Hochstädt
- 1973: Brigittenauer AC – po fuzji z SV Helios Brigittenau
- 1974: 1. Brigittenauer SC
- 1993: Brigittenauer SC Feuerwehr – po fuzji z SKV Feuerwehr Wien
- 1994: 1. Brigittenauer SC
- 2009: klub rozwiązano – po fuzji z ISS Admira Landhaus

Klub sportowy Brigittenauer AC został założony w miejscowości Wiedeń 27 sierpnia 1925 roku w wyniku fuzji klubów FC Ostmark Wien i SC Donaustadt. Nowo powstały klub zastąpił Ostmark w II. Lidze. W sezonie 1925/26 zwyciężył w II. Lidze z różnicą bramek 108-26 i natychmiast uzyskał awans do I. Ligi. W debiutowym sezonie 1926/27 zajął wysokie drugie miejsce. W następnym 1928 roku niespodziewanie zajął trzecie miejsce od dołu tablicy i ledwo uniknął spadku. W 1929 roku klub wypadł jeszcze gorzej i po zajęciu ostatniej 12.pozycji spadł do drugiej ligi. Wkrótce klub powrócił do swojej dawnej siły. 126 bramek w 26 meczach było na razie wystarczające na zajęcie drugiej lokaty w drugiej lidze w sezonie 1929/39. W następnym sezonie 1930/31 udało się zostać niepokonanymi mistrzami ligi, tym razem ze 127 strzelonymi bramkami. Jednak w pierwszej lidze tak dobrze już nie było. Po dobrym 7.miejscu w sezonie 1931/32, następny sezon 1932/33 zespół zakończył na ostatniej 13.pozycji i ponownie został zdegradowany do drugiej ligi. W kolejnych sezonach występował na drugim poziomie z przemiennym sukcesem. Z czasem pierwsza drużyna została tymczasowo rozwiązana. Przed rozpoczęciem sezonu 1936/37 zmienił nazwę na Brigittenauer Amateur SK (BAS). Po zakończeniu sezonu 1937/38, w którym zajął 13.miejsce, klub spadł z drugiej ligi.
Po zakończeniu II wojny światowej jako Brigittenauer AC ponownie został zakwalifikowany do drugiego poziomu austriackiej piramidy piłki nożnej. Po zakończeniu sezonu 1945/46, w którym zajął spadkowe 7.miejsce, po raz ostatni zagrał w drugiej lidze. W 1955 roku klub awansował do Wiener Stadtligi (D3). W 1956 zmienił nazwę na Brigittenauer SC, a w 1958 spadł do Wiener 1. Klasse (D4). W 1964 roku klub z nową nazwą ESV Brigittenauer AC ponownie startował w Wiener Stadtlidze, w której grał do 1967. W kolejnych latach występował w niższych klasach mistrzostw Wiednia. W 1972 po fuzji z Rasenspieler Hochstädt przyjął nazwę Brigittenauer AC-Hochstädt. W 1973 klub połączył się ze SV Helios Brigittenau w Brigittenauer AC, a w 1974 roku został przemianowany na 1. Brigittenauer SC. W sezonie 1993/94 istniało powiązanie z drużyną straży pożarnej SKV Feuerwehr Wien, w związku z czym występował w czwartej klasie Wiener Stadtligi z nazwą Brigittenauer SC Feuerwehr. Po rozwiązaniu fuzji w następnym roku klub wrócił do nazwy 1. Brigittenauer SC. W 2009 roku nastąpiło ostatnie połączenie z ISS Admira Landhaus, w wyniku czego nazwa Brigittenau zniknęła, a klub został rozwiązany.

## Barwy klubowe, strój
|  |  |

Klub ma barwy żółto-czarne. Stroje są nieznane.

## Sukcesy

### Trofea międzynarodowe
Nie uczestniczył w rozgrywkach europejskich (stan na 31-05-2019).

### Trofea krajowe
| \| \| Zdobyte trofea w rozgrywkach Austrii (stan na: 31-05-2019) \| |                                                            |      |                        |
| Rozgrywki                                                           | Osiągnięcie                                                | Razy | Sezon(y)               |
| · Mistrzostwo                                                       | I miejsce                                                  | 0    |                        |
| · Mistrzostwo                                                       | II miejsce                                                 | 1    | 1926/27                |
| · Mistrzostwo                                                       | III miejsce                                                | 0    |                        |
| Puchar                                                              | zdobywca                                                   | 0    |                        |
| Puchar                                                              | finalista                                                  | 1    | 1932/33                |
| II liga                                                             | I miejsce                                                  | 2    | 1925/26, 1930/31       |
| II liga                                                             | II miejsce                                                 | 2    | 1929/30, 1934/35 (Süd) |
| II liga                                                             | III miejsce                                                | 0    |                        |
| Austria                                                             | Zdobyte trofea w rozgrywkach Austrii (stan na: 31-05-2019) |      |                        |

## Poszczególne sezony

### Rozgrywki międzynarodowe

#### Europejskie puchary
Nie uczestniczył w rozgrywkach europejskich.

### Rozgrywki krajowe
| \| Austria \| Bilans występów klubu w rozgrywkach piłkarskich Austrii (Stan na 31 maja 2019 r.) \| \| |                                                                                   |        |       |   |   |   |    |    |     |                               |        |        |      |
| Poziom                                                                                                | Rozgrywki                                                                         | Sezony | Mecze | Z | R | P | B+ | B– | Pkt | Lata                          | Awanse | Spadki | Naj. |
| I | I. Liga                                                                           | 5      |       |   |   |   |    |    |     | 1926–1929, 1931–1933          | 0      | 2      | 2    |
| II | II. Liga/ II. Liga Süd/ Wiener Liga                                               | 8      |       |   |   |   |    |    |     | 1925/26, 1929–1931, 1933–1938 | 2      | 1      | 1    |
| | Puchar Austrii                                                                    | 13     |       |   |   |   |    |    |     | 1925–1938                     | 0      | 0      | 2    |
| Austria                                                                                               | Bilans występów klubu w rozgrywkach piłkarskich Austrii (Stan na 31 maja 2019 r.) |        |       |   |   |   |    |    |     |                               |        |        |      |

## Struktura klubu

### Stadion
Klub piłkarski rozgrywał swoje mecze domowe na stadionie Sportplatz Spielmangasse w Wiedniu, który może pomieścić 2 000 widzów.

## Kibice i rywalizacja z innymi klubami

### Rywalizacja
Największymi rywalami klubu są inne zespoły z miasta.

### Derby
- Admira Wiedeń
- Austria Wiedeń
- First Vienna FC 1894
- Floridsdorfer AC
- Hakoah Wiedeń
- Rapid Wiedeń
- SpC Rudolfshügel
- 1. Simmeringer SC
- Slovan Wiedeń
- Wacker Wiedeń
- Wiener AC
- Wiener SC